# Eduard Heuchler
Johann Eduard Heuchler (* 31. Dezember 1801 in Freiberg; † 19. Januar 1879 ebenda) war ein deutscher Architekt und Hochschullehrer.

## Leben und Wirken

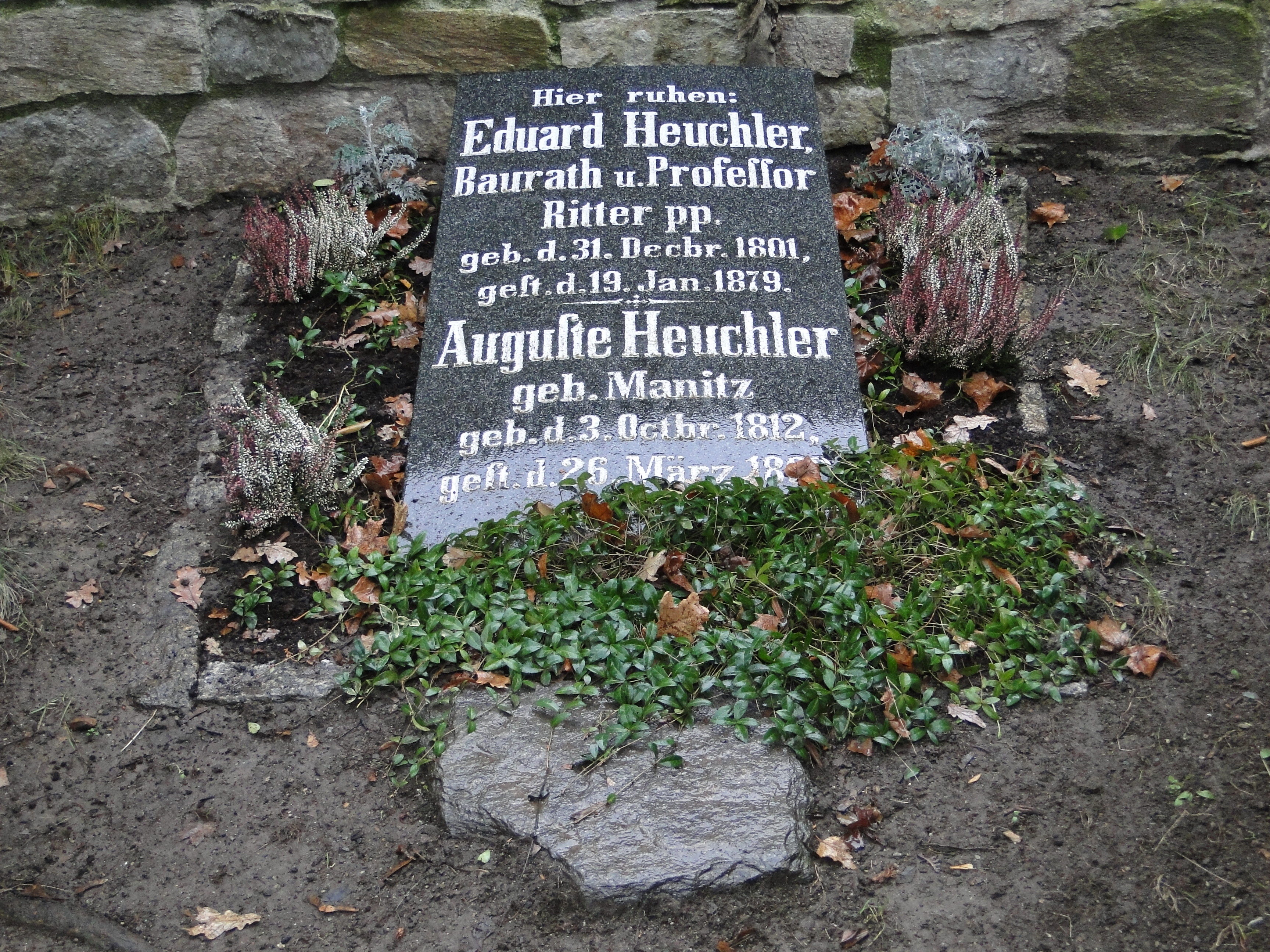
Grab Eduard Heuchlers auf dem Donatsfriedhof

Heuchler stammte aus einem  nicht vermögenden Elternhaus. Seine ersten Berufsstationen führten ihn als Haspelknecht, Scheidejunge und Ausschläger in die Erzgruben seiner Heimatstadt. 1819/1820 war er Bergjunge auf Himmelfahrt Fundgrube. Nebenbei besuchte er die Bergschule Freiberg. Dort erkannte man sein Talent. Der damalige sächsische Vizeberghauptmann August von Herder zählte zu Heuchlers Förderern.
Mit einem Staatsstipendium konnte Heuchler von 1820 bis 1823 an der Bergakademie Freiberg studieren. Anschließend absolvierte er ein vierjähriges Zusatzstudium der Bauwissenschaften in Dresden sowie am Weinbrennerschen Institut in Karlsruhe. Das Studium umfasste ausgedehnte Auslandsaufenthalte, unter anderem in Italien, Frankreich, Belgien und den Niederlanden.
Im Jahr 1827 kehrte Heuchler nach Deutschland zurück und übernahm in seiner Heimatstadt zunächst die Stelle eines Zeichenlehrers an der Bergschule. Ab 1829 war er Lehrer für Zeichen- und Zivilbaukunst an der Bergakademie Freiberg. Von 1844 bis 1873 bekleidete er dort die Professur für Zivilbaukunst, Geometrie, Freihand- und Maschinenzeichnen. Heuchler verstarb 1879 in Freiberg und wurde auf dem Donatsfriedhof beigesetzt.

## Werk

### Bauten

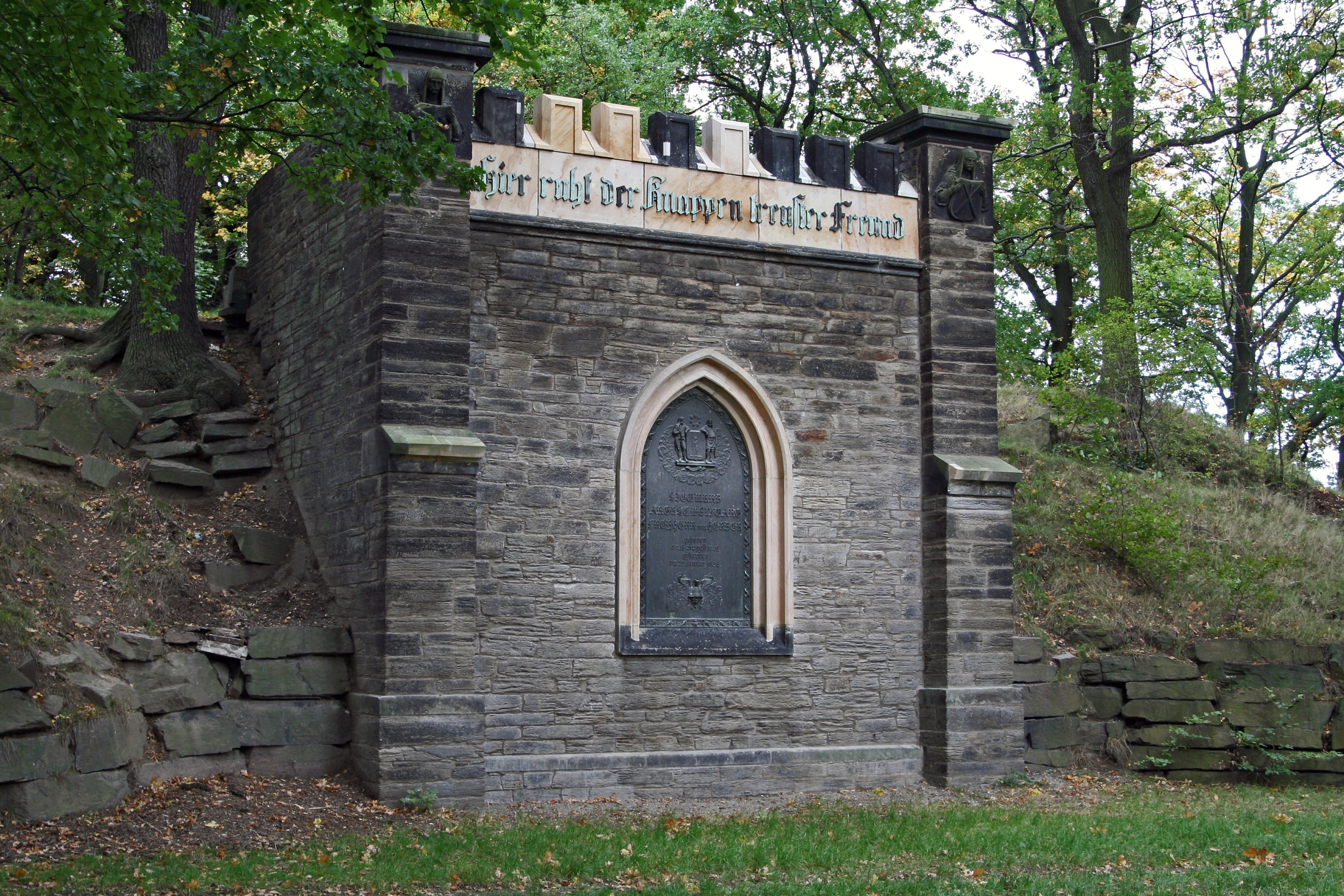
Herders Ruhe

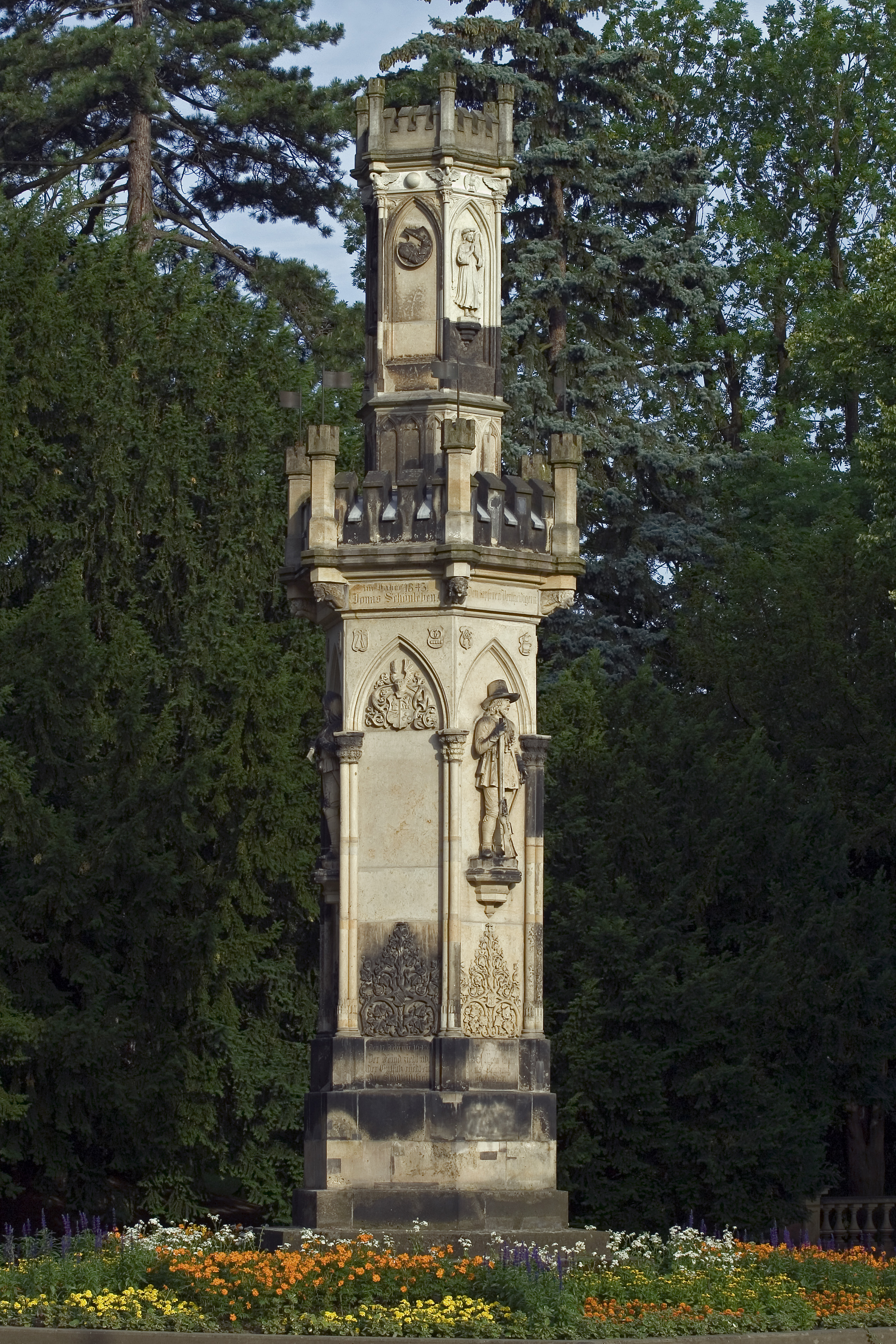
Schwedendenkmal im Freiberger Albertpark

- 1831: Schwarzenberg-Gebläse der Antonshütte
- 1840: Herders Ruhe in Freiberg
- 1840: Herrenhaus, sogenannte Engländerei, im Heilsberger Park in Hainsberg
- 1842: Kirche un Wegefarth
- 1843: Denkmal für Bürgertreue (Schwedendenkmal) in Freiberg
- 1851: Sockel des Werner-Denkmals in Freiberg
- 1860: Friedrich-August-Turm auf dem Rochlitzer Berg[1]
- 1862: Freilegung der Goldenen Pforte am Freiberger Dom
- 1862: Empfangsgebäude des Bahnhofs in Freiberg

### Schriften

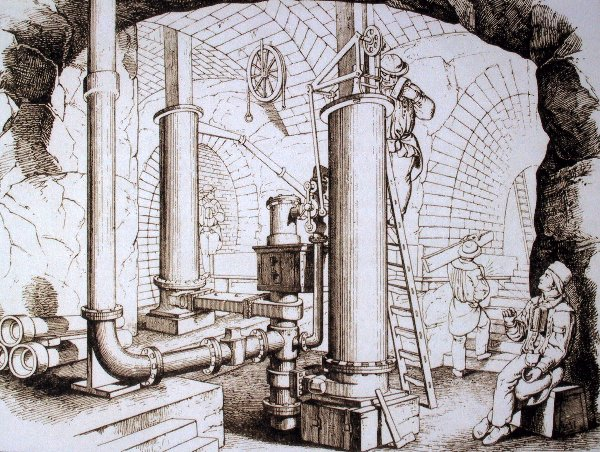
Wassersäulenmaschine mit einseitig wirkenden Treibekolben im Menden-Schacht der Alten Mordgrube bei Brand-Erbisdorf, Sachsen, Zeichnung von Johann Eduard Heuchler, 1857

- Album für Freunde des Bergbaus. Vierzehn Bilder aus dem Leben des Freiberger Berg- und Hüttenmannes. Freiberg 1855. (Digitalisat)
- Die Bergknappen in ihren Berufs- und Familienleben. Bildlich dargestellt und von erläuternden Worten begleitet. Dresden 1857. (Digitalisat)
- Der Dom zu Freiberg in geschichtlicher und kunsthistorischer Beziehung. Freiberg 1862. (Digitalisat)
- Die goldene Pforte zu Freiberg. Freiberg 1862. (Digitalisat)
- Bergmanns Lebenslauf. Eine Erzählung mit Illustrationen für die reifere Jugend. (mit einem Vorwort von Moritz Döring) Verlag Frotscher, Freiberg 1867.

Weiterhin veröffentlichte Heuchler zahlreiche Zeichnungen aus dem Leben der Berg- und Hüttenleute.